# Жуэнь
Жуэ́нь (фр. Jouaignes) — коммуна во Франции, находится в регионе Пикардия. Департамент коммуны — Эна. Входит в состав кантона Фер-ан-Тарденуа. Округ коммуны — Суасон.
Код INSEE коммуны — 02393.

## Население
Население коммуны на 2010 год составляло 170 человек.
| 1962 | 1968 | 1975 | 1982 | 1990 | 1999 | 2010 |
| ---- | ---- | ---- | ---- | ---- | ---- | ---- |
| 180  | 173  | 143  | 143  | 133  | 151  | 170  |

## Экономика
В 2010 году среди 116 человек трудоспособного возраста (15—64 лет) 84 были экономически активными, 32 — неактивными (показатель активности — 72,4 %, в 1999 году было 66,3 %). Из 84 активных жителей работали 77 человек (40 мужчин и 37 женщин), безработных было 7 (1 мужчина и 6 женщин). Среди 32 неактивных 13 человек были учениками или студентами, 8 — пенсионерами, 11 были неактивными по другим причинам.